# Sephu
Sephu, także Saephoog (dzong. སྲས་ཕུག་་) – gewog w dystrykcie Wangdü Pʽodrang w Królestwie Bhutanu. Według spisu powszechnego z 2005 roku, gewog ten zamieszkiwało 2011 osób.
Gewog Sephu podzielony jest na 5 mniejszych jednostek zwanych chiwogami. Noszą one następujące nazwy: Booso Zeri, Longtoed, Boommilog, Nakha i Rukoobji.

## Demografia
Według Bhutańskiego Urzędu Statystycznego gewog ten zamieszkuje 947 mężczyzn i 1064 kobiety (dane za rok 2005) w 417 domostwach. Stanowiło to 6,5% ludności dystryktu.